# 約翰五世 (拿騷-迪倫堡)
約翰五世（德語：Johann V.，1455年11月9日—1516年7月30日），拿騷-迪倫堡、拿騷-錫根伯爵，約翰四世之子。

## 家庭
1482年，約翰五世與黑森-馬爾堡的伊莉莎白結婚，兩人共有2子2女：
1. 亨利三世（1483年—1538年）
2. 威廉一世（1487年—1559年）
3. 伊莉莎白（英语：Elisabeth of Nassau-Dillenburg, Countess of Wied）（1488年—1559年）
4. 瑪麗亞（英语：Maria of Nassau (1491–1547)）（1491年—1547年）